# Ajagöz (rzeka)
Ajagöz (kaz. Аягөз; ros. Аягоз = Ajagoz) – rzeka we wschodnim Kazachstanie, w zlewisku jeziora Bałchasz, o śnieżnym reżimie. Jej długość wynosi 492 km, powierzchnia zlewni 15,7 tys. km². Latem wody Ajagöz są słonawe.
Ajagöz wypływa na północnych stokach zachodniej części pasma górskiego Tarbagataj. Początkowo płynie na północ, następnie zatacza łuk na zachód i w dolnym biegu płynie na południe. Przepływa przez wschodni skraj Pogórza Kazachskiego i spływa do Kotliny Bałchasko-Ałakolskiej. Przy wysokim stanie wody uchodzi do wschodniego krańca jeziora Bałchasz, przy niskim wsiąka w piaski.
Wody Ajagöz są używane do nawadniania. Nad rzeką leży miasto Ajagöz.